# Calanthe claytonii
Calanthe claytonii är en orkidéart som beskrevs av Phillip James Cribb. Calanthe claytonii ingår i släktet Calanthe och familjen orkidéer. Inga underarter finns listade i Catalogue of Life.